# 井上日召
井上 日召（いのうえ にっしょう、1886年〈明治19年〉4月12日 - 1967年〈昭和42年〉3月4日）は、日本の宗教家、政治運動家、テロリスト、右翼指導者。本名は井上 昭（いのうえ あきら）、別号に日象。血盟団を結成して「一殺多生」を唱え、1932年に血盟団事件を起こした。無期懲役の判決を受けたが恩赦により出所。戦後は右翼団体・護国団を結成した。日蓮宗を信仰し、仲間からは「和尚」と呼ばれたものの僧籍は有していない。

## 生涯

### 生い立ち
群馬県利根郡川場村に、医師・井上好人の四男として生まれる。幼名は四郎、通称尚（たすく）。幼少期より母との関係が悪く、野火を付けたり脇差を持ちだして門松を斬り倒したりする悪童だった。
地元の小学校から旧制中学校に進むが、「善悪を決定する基準は何か」という問題に悩む。キリスト教にも関心を示して前橋教会に通い、堀貞一の説教に耳を傾け、洗礼を受けるに至ったが反発心を起こして教会に行くのをやめた。

### 大陸浪人
旧制中学校卒業後は船員、職工、代用教員、陸軍工兵補充兵などを転々とした後、早稲田大学予科の英文科に入学。小説家を目指すはずが、酒と吉原に入り浸った。東洋協会専門学校（現・拓殖大学）では卒業後に満韓台湾に赴任するという誓約書を入れると聞いて関心を持ち、早稲田大学を退学して入学、中国語を学ぶ。しかし、暴動事件に関与したとの疑いで無期停学となり、無関係だと判明して停学が解除されたときには学年試験終了後であったため、満洲へ渡ることを決意し退学。
満洲では南満洲鉄道に勤務し、陸軍の諜報活動に携わる。この時期坐禅の修行にも取り組んだが、満鉄内での張作霖打倒計画が発覚したため北京へ逃亡する。北京では袁世凱の顧問であった阪西利八郎のもとに身を寄せ、青島での諜報などに従事した後、通訳官や銅銭の売買などの商売を手がける。このころ四郎から昭に改名。1921年（大正10年）2月に日本に帰国。

### 神秘的体験を得る

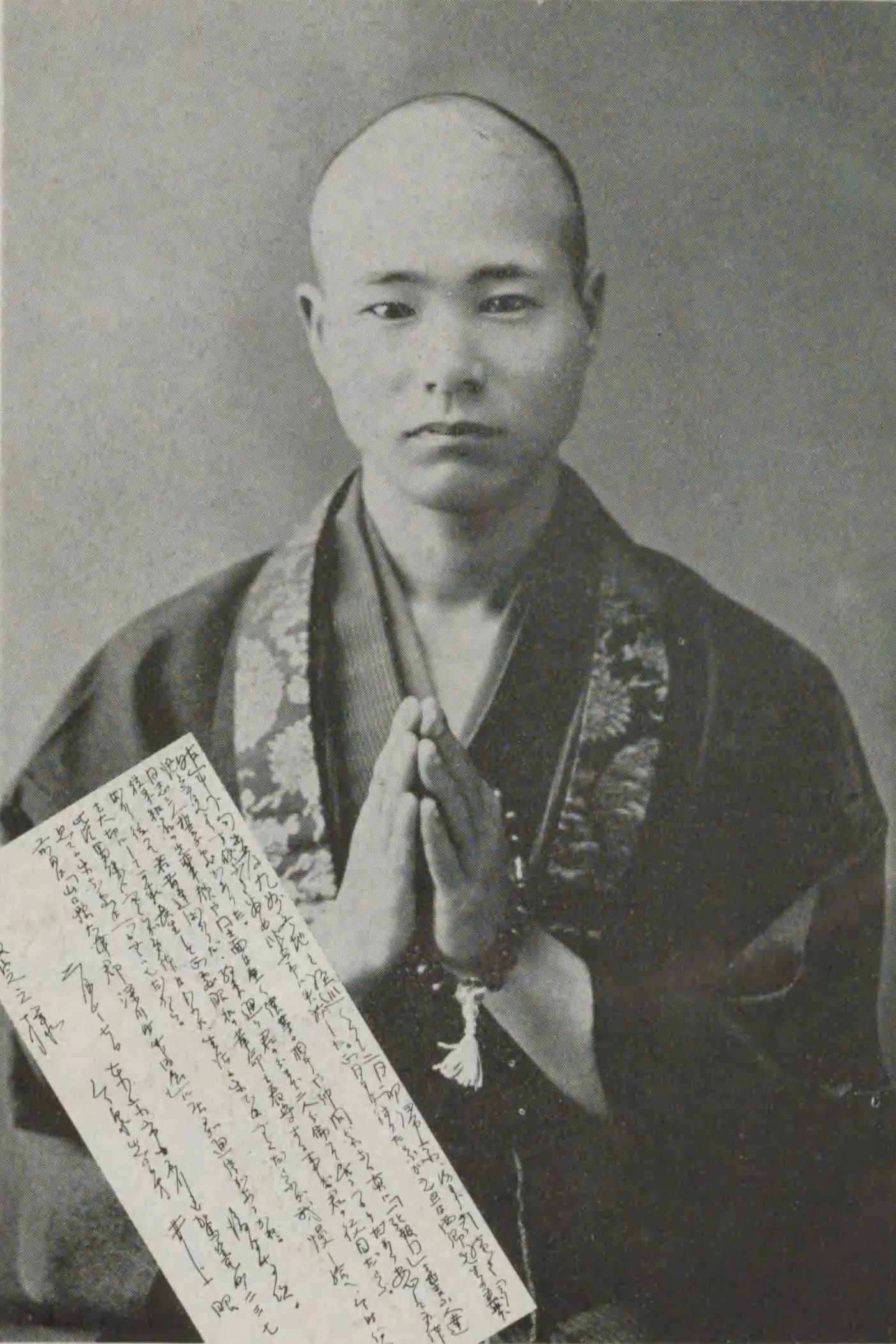
三徳庵時代の井上日召。

帰国後はしばらく東京に滞在した後で実家に帰り、地元の三徳庵という堂で坐禅、さらに題目修行に専念する。そのうちにアオダイショウに法華経を聞かせたことを契機に木や石や草花と意思を通じ合うことができると感じ、「天地一体・万物同根」の悟りを得て「善悪の標準」という長年の疑問を解く。さらに拝んで病気を治すようになり、村人からも治療を頼まれるようになる。
1924年（大正13年）の7月、「9月5日を期して東南に向って進め」という天の声を聞き、上京。知り合いのジャーナリスト・朝比奈知泉のもとを訪れた際の会話がきっかけで日召を名乗るようになる。『日蓮宗の教義』を読んで日蓮の偉大さに感嘆し、身延山に登り修行したり田中智学の講習会を受講したりするが、満足を得ることはできなかった。井上は国家改造を志向するようになり、日本主義者らとの面会を重ねる。大川周明にも面会するが、白人を追放してアジアを解放するという大川の思想は宇宙一元の大平等観に立って国家革新を目指す自分とは意見が異なると感じた。西岡元三郎の紹介により星光同盟に参加し、西田税と面識を得る。当時田中光顕の秘書を務めていた旧知の高井徳次郎と護国聖社を創設して青年らと共同生活を送る道場を作る計画を立てたが失敗に終わる。そこで赤尾敏・上杉慎吉らの建国会に参加するものの、上杉に失望し脱退。井上は失望から禅の修行に取り組むこととし、松蔭寺の山本玄峰に弟子入りする。

### 護国堂 - 血盟団事件

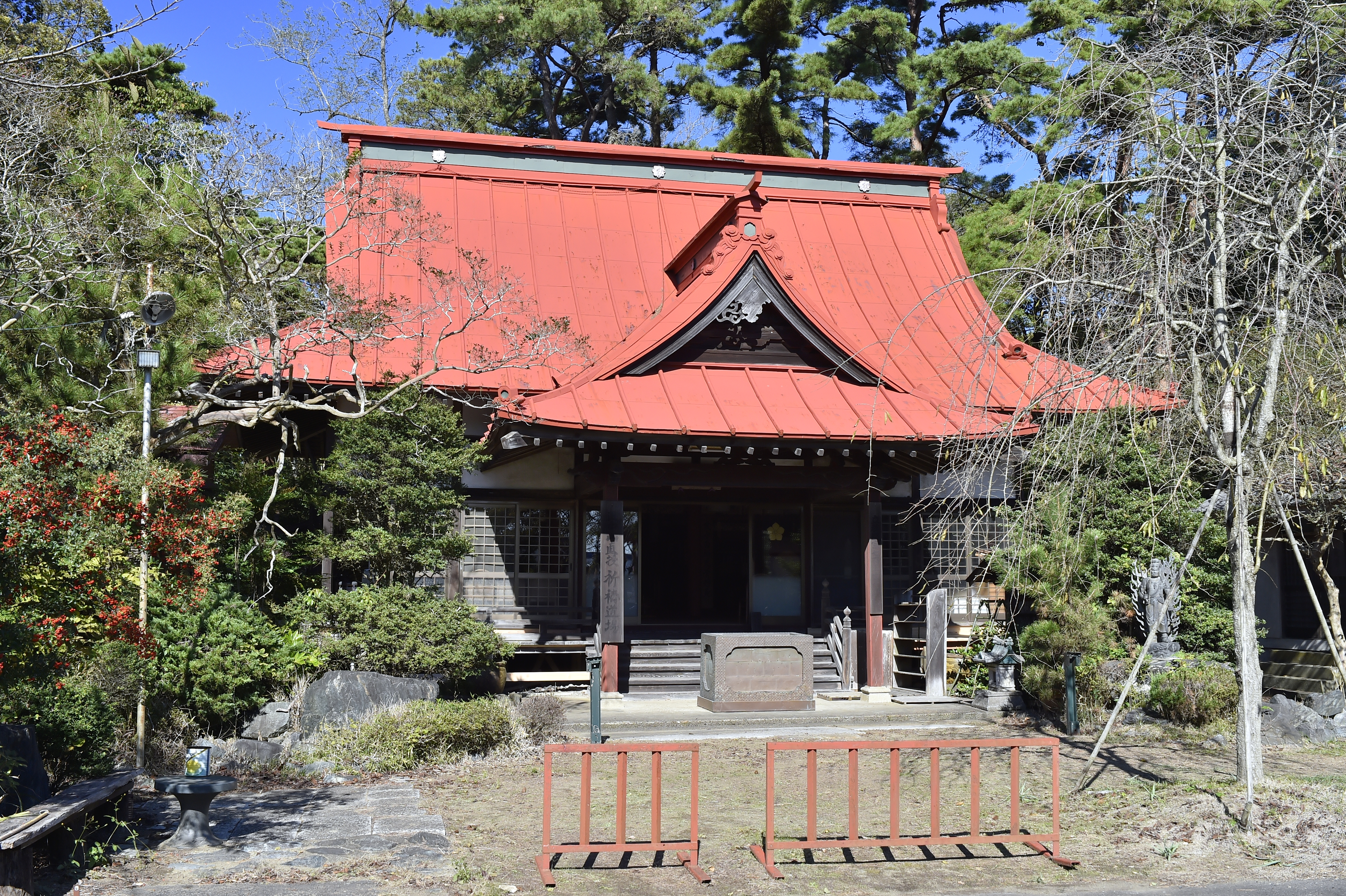
現在の護国寺（旧護国堂）。

松蔭寺を訪れた高井徳次郎の提案により、田中光顕の支援のもと茨城県大洗町に建てた立正護国堂に移り、青年の育成を目指した。財閥や既存政党、特権階級の癒着に対する憤懣を抱えた井上は、自らが中心となって国家改造を完遂することを決意し、煩悶を抱える若者を取り込んでいく。井上は古内栄司、照沼操、黒澤大二、小沼正、菱沼五郎といった後に血盟団メンバーとなる青年に対し、田中智学の影響を受けた日本精神による世界統一平和思想や、現代資本主義日本の日本主義国家への改造を説いた。当初井上が目指したのは、宗教的啓蒙により同志を拡大し、大衆を動員して国会議事堂を取り囲む大規模示威運動によって国家改造を実現するというものであった。しかし、藤井斉ら海軍の青年将校も護国堂に出入りするようになると、地道な啓蒙活動を志向していた井上に対し、急進的革命の必要を主張した。はじめは権力の争奪を意味する革命ではなく自己革命を語っていた井上だったが、徐々に藤井の主張に近付き、自分たちが捨石となって革命における破壊の役割を果たすことが必要だと考え、そのためには最も犠牲の少ない暗殺という手段をとるべきだと考えるようになった。
護国堂の所有者であった水浜電車が井上らに退去を求めたことで井上は東京に居場所を移すこととなり、1930年（昭和5年）末から翌年にかけて血盟団メンバーも続々と上京していった。他方で井上が暴力革命を口にしたことも加わり、上京せずに離脱する者も出たことで井上と行動をともにするメンバーは絞られていった。
井上は東京で安岡正篤の金鶏学院に出て安岡に不満を持つ四元義隆・池袋正釟郎らを仲間に加えた。1930年末に香椎温泉で井上・四元らは藤井斉ら海軍軍人などと会合をもち、そこには三上卓や陸軍軍人の菅波三郎も出席していた。またすでに面識のあった西田税と井上は接近し、井上は北一輝や大川周明も引き入れようとしたが、西田が両者の和解を望まなかったため断念する。さらに愛郷塾塾長・橘孝三郎にも接近し、北の軍部独裁構想に対する批判的立場で両者は一致、井上は自身が行う「破壊」に続く「国家再建」の役割を橘に求めた。
また大川周明・橋本欣五郎・長勇らによるクーデター計画の情報を得たため、西田の陸軍人脈を生かしてクーデターの共同戦線を敷くことを企図し、井上は西田を計画のリーダーに担ぐこととした。1931年（昭和6年）8月26日、日本青年会館で「郷詩社」主宰の会合という名目で各グループのメンバー約40名が集結した。血盟団メンバーは井上を筆頭に古内、四元、小沼、菱沼らが出席し、海軍からは藤井斉、鈴木四郎、村上功、三上卓、古賀清志、村山格之、大庭春雄、山岸宏、伊東亀城、太田武、陸軍からは菅沼三郎、野田又雄、大岸頼好、東昇、末松太平、小川三郎、対馬勝雄、小河原清衛、安藤輝三、栗原安秀、若松満則、また愛郷塾から橘、後藤圀彦、渋川善助などの出席があり、西田が司会役を務めた。しかし、会合の内容は具体性がない上、陸軍が主導するもので血盟団グループや海軍青年将校、橘グループには大いに不満を抱かせるものだった。
井上は西田を介して橋本らのクーデター計画の要人暗殺を担当することを依頼され、井上は標的の具体化に取りかかったものの、10月10日ごろになって西田・菅波から暗殺は陸軍が一定数の兵隊を動員して行うことを一方的に伝えられたため、井上は激怒した。さらにしばらくして十月事件が発覚したことで橋本らの計画は失敗に終わり、情報漏洩の原因を西田と疑う声も上がり陸軍や西田に対する不信感が高まり、井上ら血盟団は単独でテロを決行することを目指すこととなった。
同年11月ごろから、井上は四元が身を寄せていた権藤成卿の代々木上原の自宅敷地にある空家に住み着き、以降同所が血盟団の拠点となっていく。12月、犬養内閣が成立し荒木貞夫が陸軍大臣として入閣したことで陸軍青年将校らのクーデターへの意欲は低下し、権藤邸で陸海軍青年将校も参加する忘年会を開催したものの、かえって西田や陸軍青年将校との決裂は決定的となってしまった。翌1932年（昭和7年）1月9日、権藤空家で井上らと海軍メンバーの会合が開かれ、2月11日の紀元節の宮中参内の要人を一斉に襲撃することを決定した。しかし、各地の同朋に計画を伝達するために派遣された四元の帰還が尾行を撒くために遅れ、1月28日に第一次上海事変が勃発し海軍メンバーの参加が怪しくなったため計画変更を余儀なくされる。2月11日の決行が不可能となると、宮中参内の要人を一挙に暗殺する方法はとれないため、1人の要人に対し1人のメンバーが殺害を図る「一人一殺」の方針が採用された。暗殺担当者は井上が各自の意見を聞いて決定し、各人は自分以外の標的を知らされないこととなった。
2月9日、井上準之助を小沼正が暗殺。逮捕された小沼は曖昧な供述に終始したため、テロ計画の全貌は発覚しなかったが、護国堂での修行の経歴などから井上を含むネットワークが断片的に明らかにされつつあった。暗殺成功の報を受けた井上は捜査の手を逃れるため本間憲一郎の手引きで渋谷の頭山満邸の天行会道場に隠れることとした。20日に井上は古賀清志と面会し、「第二弾」となるテロが決行されれば井上一派の計画が暴露されるおそれがあるから、西田・大川に後続するテロ決行の準備を進めるよう伝えることを依頼した。

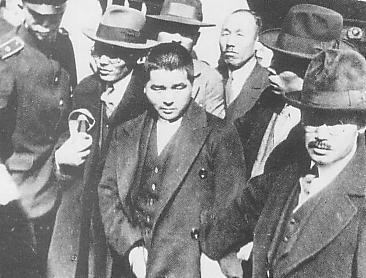
逮捕された菱沼五郎。

3月5日に菱沼五郎が団琢磨を暗殺して逮捕されたことで両事件が一連のものだと発覚し、新聞各紙も血盟団グループの存在と黒幕・井上を報じた。井上が頭山邸に隠れていることも発覚し、関係者から出頭を説得されたため、出頭。
血盟団メンバーの多くは身柄を拘束されるに至ったが、捜査の手は海軍青年将校まで及ばず、彼らは5月15日に五・一五事件を起こす。また血盟団メンバーのうち入隊中であった川崎長光は警察の取り調べを受けたが釈放されたため、五・一五事件の際は西田税を襲撃し重傷を負わせている。

### 無期懲役 - 戦後
裁判の結果井上は無期懲役の判決を受け服役するが、紀元二千六百年の大赦を受け仮出獄。出所後は三上、四元らと「ひもろぎ塾」を開設。機関誌「ひもろぎ」を送って同志を全国に獲得し、戦争終結後に合法的な革新運動を推進することを目論んだが、官憲に圧迫されて活動を中断せざるを得なかった。
1941年（昭和16年）3月、当時の首相近衛文麿から電話を受けて会見し、複数回の面会を経て荻外荘に寄食して相談を受けるようになった、と自伝に記している。
終戦直後に戦犯容疑で取り調べを受け、公職追放となった。
戦後は右翼団体「護国団」の指導者を一時期務めたものの、団体が問題を起こしたため退き、他の右翼関係者の庇護を受けて鎌倉の長谷で余生を過ごした。

## 年譜
- 1886年（明治19年）

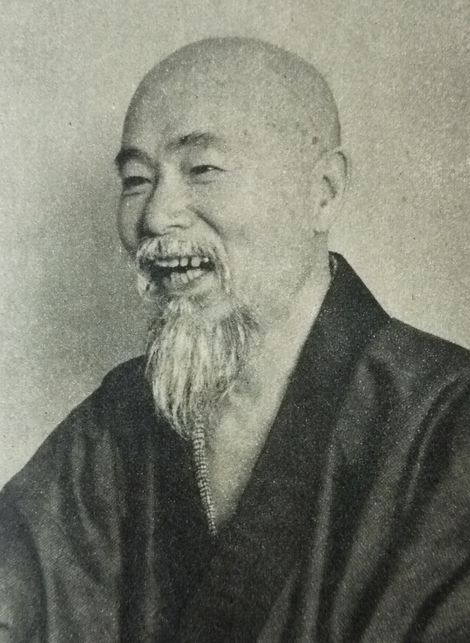
1954年

  - 4月12日 - 群馬県利根郡川場村谷地[7]に医師・井上好人の四男（5人兄弟の4番目）として生まれる[6][64]。
- 1894年（明治27年） - 直心影流の道場に通い剣道を習う[6]。
- 1897年（明治30年） - 村の八幡宮落成祝いの俳句募集に「注連ふりし 祠のもとや 梅薫る」の句を出して入選する[6]。
- 1899年（明治32年） - 川場村尋常高等小学校高等科を修業し旧制前橋中学校利根分校（現・群馬県立沼田高等学校）に入学[6]。尚を改め四郎と呼ばれるようになる[6]。
- 1900年（明治33年） - 剣道の腕を上げ目録に進む[6]。
- 1902年（明治35年） - 旧制前橋中学校本校（現・群馬県立前橋高等学校）に進む[6]。旧制前橋中学校では高畠素之と同級であった[65][4]。この時期「善悪の標準」に悩んで聖書を読み、教会で説教を聞く[6]。旧制中学校4年の時に家が破産し、両親が越後に移ったため、母方の親戚・横地家に引き取られる[6]。
- 1905年（明治38年） - 1年留年した後、前橋中学校を卒業[6]、病院船・神戸丸にボーイ見習として乗船する[6]。神戸丸の甲板から投身自殺を試みるが制止される[66]。日露戦争終結後に仮装巡洋艦・春日丸に移るが、司厨長と喧嘩して下船[6]。長崎三菱造船所で臨時職工として勤務する[6]。
- 1906年（明治39年） - 徴兵検査を受けて甲種合格、同年小学校の代用教員として勤務[67][6]。
- 1907年（明治40年）
  - 4月1日 - 陸軍工兵補充兵として東京中野の鉄道隊に入営し、3ヶ月勤めて上等兵として除隊[67][6]。
  - 9月 - 早稲田大学文科高等予科に入学[68][6]。学費は父と兄・二三雄が支弁した[68]。
- 1908年（明治41年） - 私生児・横地正次郎誕生。
- 1909年（明治42年） - 早稲田大学を中退し東洋協会専門学校（現・拓殖大学）に入学[6][7]。
- 1910年（明治43年） - 東洋協会専門学校を退学、満洲に渡る[6][18]。大連の南満洲鉄道株式会社従業員養成所に入所し、前田虎雄と知り合う[6]。
- 1911年（明治44年）
  - 8月 - 満鉄従業員養成所を卒業[6][注釈 2]。遼陽駅で貨物係として勤務するが、実際は陸軍の諜報活動に携わっていた[6]。
  - 12月 - 馬賊の頭目・劉弾子児（りゅうだんづる）の率いる一味による遼陽城を占領する計画に加わるが、決起の連絡が来なかったため蜂起に参加し損ね、鎮圧されて命を落とした彼らと運命を分かつ[69][70]。
- 1912年（大正元年） - 公主嶺駅に転勤となる[69][6][70]。東祖心和尚を師として禅の修業に励み、「唯心」という居士号を貰う[71][6][72]。満鉄内で蒙古独立・張作霖打倒の計画に加担するが発覚して満鉄を去ることとなる[71][6][72]。
- 1913年（大正2年）
  - 1月12日 - 北京に行き、阪西利八郎砲兵大佐の公館に寄寓する[6][注釈 3]。
- 1914年（大正3年） - 山東・南京・上海方面に調査旅行に赴く[74][6]。陸軍の任務を受けてドイツ帝国の拠点であった青島で諜報活動を行う[75][6]。この時の功績で勲八等瑞宝章受章[4]。陸軍に通訳官として採用される[76][6]。
- 1915年（大正4年） - 通訳を辞し青島へ逃れる[6]。第一次世界大戦の影響で銅の価格が暴騰したため、臨淄県で穴銭を買い付ける「祐泰号」を開店[6]。
- 1916年（大正5年） - 居正ら中国革命党の蜂起に参加するが失敗[77][6]。同年、郷里に帰り、四郎から昭に改名[78][6]。11月、再び上海に渡る[79][6]。
- 1917年（大正6年） - 天津に移り米麦の商売を始めたが失敗[79][6]。
- 1918年（大正7年） - 北京に移り米麦の売買、競馬場の権利取得などの商売に取り組む[80][6]。一時帰国して頭山満に面会[81][6]。
- 1919年（大正8年） - 兄二三雄が航空機事故で殉職[4]。
- 1921年（大正10年） - 帰国[22][6][注釈 4]。木島完之に愛国労働運動の主導を勧められるが3年の猶予を貰う[22][6]。しばらく東京に滞在するが同年のうちに故郷川場に帰る[82]。
- 1922年（大正11年） - 地元の三徳庵という堂に籠り、中国で見た夢の啓示を思い出し題目修行に専念する[83][6]。その夢は、喧嘩で人を殺したために追われて岩山の谷底に落下、「南無妙法蓮華経」と刻まれた一枚岩の前で切腹するものの、老人に飛び出た腸を流れで洗うように言われてその通りにすると傷口が癒え、老人から「都へ行って死んだつもりで世のため人のため命がけで働け」と命じられるものだった[84][23]。
- 1924年（大正13年）
  - 3月  - 「天地一体・万物同根」の悟りを得る[6]。
  - 9月 - 上京[85][6][86]。ジャーナリスト朝比奈知泉との話をきっかけに、井上日召と名乗ることを決める[87][6][88]。
  - 秋 - 敏子（本名・志ツ）と結婚[6]。
- 1925年（大正14年） - 上杉慎吉・赤尾敏の建国運動に参加[89][6]。長女・涼子誕生[6]。
- 1926年（大正15年） - 上杉慎吉と意見が対立し前田虎雄とともに建国会を脱退[6][注釈 5]。沼津の松蔭寺で山本玄峰に弟子入り[6]。
- 1927年（昭和2年）
  - 4月 - 高井徳次郎が松蔭寺を訪れ、茨城県大洗町に立正護国堂を建てる計画を示し、松蔭寺を出る[91][6][注釈 6]。田中光顕の協力を得て完成[93]、井上も移住する[6]。祈祷治療を行うことで大いに賑わったが、井上自身は若者の錬成に専念することを希望していた[94]。
- 1929年（昭和4年）
  - 12月 - 藤井斉、鈴木四郎が参加[6]。
- 1930年（昭和5年）
  - 10月 - 護国堂を出て上京[6]。
  - 12月 - 第1回秘密会合を香椎温泉で開く[95][6]。四元義隆・村上功・大久保政雄・菅波三郎・藤井斉・池袋正釟郎らが参加[6]。
- 1931年（昭和6年）
  - 4月 - 四元を伴い故郷川場へ帰郷、村民から苦境を聞いて革命の意思を強める[96]。
  - 8月26日 - 日本青年会館で郷詩社会合。
  - 10月 - 十月事件。17日早朝に橋本欣五郎らが拘束され、その日の夜井上・西田はクーデターの失敗を知る[97]。
  - 11月ごろ - 権藤成卿住居敷地内の空家で寝泊まりするようになる。
  - 12月29日 - 権藤宅で忘年会を開催し、井上ら血盟団メンバーと西田、青年将校らが出席。
- 1932年（昭和7年） 
  - 1月9日 - 権藤空家で井上らと海軍メンバーが会合、2月11日の決行を決定[54]。
  - 1月28日 - 第一次上海事変勃発。藤井・三上らが日本を離れる。
  - 1月31日 - 権藤空家で会合、計画変更が決定される。
  - 2月9日 - 小沼正が井上準之助を暗殺[6]。
  - 3月5日 - 菱沼五郎が団琢磨を暗殺[6]。
  - 3月11日 - 井上自首[6]。
  - 3月28日 - 殺人罪の共同正犯で起訴[6]。
  - 5月5日 - 五・一五事件発生。血盟団メンバー・川崎長光が西田税を襲撃。
- 1933年（昭和8年）
  - 6月28日 - 公判開始[98][6]。
  - 7月 - 被告側が酒巻貞一郎裁判長を忌避したため翌年まで休廷[6]。
- 1934年（昭和9年）
  - 3月27日 - 藤井五一郎裁判長に交替して公判再開[98][6]。
  - 11月22日 - 無期懲役の一審判決を受け、小菅刑務所に収監[6]。
- 1936年（昭和11年）
  - 1月8日 - 母つね死去[6]。
  - 4月12日 - 父好人死去[99][6]。
- 1938年（昭和13年） - 懲役20年に減刑[100][6][101]。
- 1940年（昭和15年）
  - 2月11日 - 大赦令により懲役15年に減刑[100][6]。
  - 10月17日 - 紀元二千六百年の大赦令により仮出所[100][6]。
  - 11月10日 - 森憲二、斎藤光之輔らとともに靖亜寮を設立[6]。
- 1941年（昭和16年） - 近衛文麿邸に寄食した。これは日米交渉の進展によっては起こりえるテロを恐れた近衛が用心棒として雇っていたものであった[102]。
  - 7月2日 - 三上卓、四元義隆、菱沼五郎らと「ひもろぎ塾」を設立[6]。
- 1945年（昭和20年） - 戦犯容疑でGHQおよび極東国際軍事法廷で取り調べを受ける[6]。
- 1948年（昭和23年） - 公職追放の対象となる[6]。農村青年に講演をして廻る。
- 1953年（昭和28年） - 右翼団体維新運動関東協議会の参与に就任[6]。
- 1954年（昭和29年） - 佐郷屋嘉昭、小島玄之らと護国団を結成し初代団長になる[103][6]。
- 1956年（昭和31年） - 護国団のメンバーらが金銭目的あるいは団員となることを拒否した者へのリンチ等、恐喝・監禁や暴力行為で次々と繰返し逮捕されたことで、当初は事件を否定していたものの[104]、やがて責任をとるとして、団長を辞任した（このため、これらの行為でたびたび逮捕されていた副団長の佐郷屋嘉昭が団長に昇格するという、皮肉な結果となっている。）[105]。右翼活動からも引退し、当時フィクサーと呼ばれていた三浦義一から経済的援助を受け老後を過ごす。
- 1963年（昭和38年） - 大日本護国団の結成に伴い名誉顧問就任[6]。
- 1967年（昭和42年） 
  - 3月4日、鎌倉市小町の佐藤病院で心不全のため死去[6]。
  - 4月7日 - 池上本門寺で愛国団体による合同葬[6]。

## 親族
- 父・井上好人（1850年 - 1936年[6]） - 医師。熊本藩の典医の子として生まれる。神風連の乱に加わった猿渡弘伸の弟[64][5][4]。その際熊本を逃れるが、今井悟兵衛（今井今助の父）によって川場村に迎え入れられる[64]。村会議員・学務委員などを務める。武田範之とも親しく交流した[64][5][4]。
- 母・つね（ - 1936年[6]）
- 伯父（母の兄[106]）・星野長平（1851年 - 1936年[107]） - 群馬県会議員、群馬県勢多郡富士見村長[107]。
  - 三兄・二三雄（1883年 - 1919年） - 海軍中佐。
  - 妻・敏子（本名・志ツ） - 元看護婦。脊椎カリエスを患い生活に困窮したが井上は家庭を顧みず、血盟団事件が起きた時点では本郷で下宿屋を営んで生計を立てていた[108]。
    - 娘・涼子（1925年[108] - ）　 - 血盟団事件の第一審で無期懲役の判決が下ったときには家族との面会が許され、日召は子どもについて弁護士に「親はあっても大悟の親、親子の情愛に引かれて悩むことなし」と語っていたが、妻が娘を連れてきたところ、娘に「お父さんは死にゃしないのだから」「心配しないでお母さんの言うことを、よく聞くのだよ」と述べたことが新聞紙面上で報じられている[109]。戦後の井上は神楽坂の芸者を妾にして鎌倉に家を建てて妾と暮らし、家族を顧みることはなかったという[108]。弟子らも多くが日召の顔色を伺って妾の側につき、わずかに血盟団の小沼正だけが彼女らの面倒をみたという[108]。
    - 私生児・横地正次郎（1908年 - 1980年[110]） - 詩人[110]。筆名は尚（しょう）[110]。草野心平・伊藤信吉と詩誌『学校』を刊行。上毛新聞・読売新聞の記者を勤める。母は横地はつ[111]。戸籍上は星野長平の子（井上の従弟）とされていた[106]。血盟団事件後に実父が井上であることを知る[110]。父子としての初対面は1934年（昭和9年）1月29日、東京拘置所でのこと[112]。

## 著書
- 『日本精神に生よ』
- 『一人一殺 - 井上日召自伝』 日本週報社、1953年
- 『日召獄中日記』（『炎の求道者』）

## 登場する作品
- 日本暗殺秘録 - 演：片岡千恵蔵